# Босра
Босра, или Бостра, или Бусра, или Боссейра, или Восо́р, или Бецер (др.-евр. בצר, בצרה‬; др.-греч. Βοσορ, Βόστρα; лат. Bosra, Bostra; араб. بُصْرَى‎) — исторический город на юге Сирии, а также важная археологическая достопримечательность, которая внесена в список Всемирного наследия ЮНЕСКО. Население — 19,9 тыс. жителей (2004).
Впервые поселение упоминается в документах времен Тутмоса III и Аменхотепа IV (XIV век до н. э.). Босра была первым набатейским городом во втором веке до н. э. Набатейское царство было завоевано Корнелием Пальмой, легатом пропретором Сирии, в 106 году.
Под властью Римской империи Босра была переименована в Нова Траяна Бостра (лат. Nova Traiana Bostra) и стала столицей римской провинции Аравия Петра. Здесь был размещён III легион «Киренаика». Город расцвёл и стал метрополисом на пересечении нескольких торговых путей, включая римскую дорогу Via Traiana Nova к Красному морю. В Босре были построены две раннехристианские церкви в 246 и 247 годах.
Впоследствии, после разделения Римской империи на западную и восточную, город перешёл под власть Византийской империи и был завоёван империей Сасанидов в начале VII века, окончательно город завоевало войско Арабского халифата под командованием Халида ибн Валида в Битве под Босрой в 634 году.
Сегодня Босра — важный археологический памятник, где находятся руины римских, византийских и мусульманских времен, а также один из наиболее хорошо сохранившихся в мире римских театров, в котором каждый год проходит национальный музыкальный фестиваль (по состоянию на 2011 год).

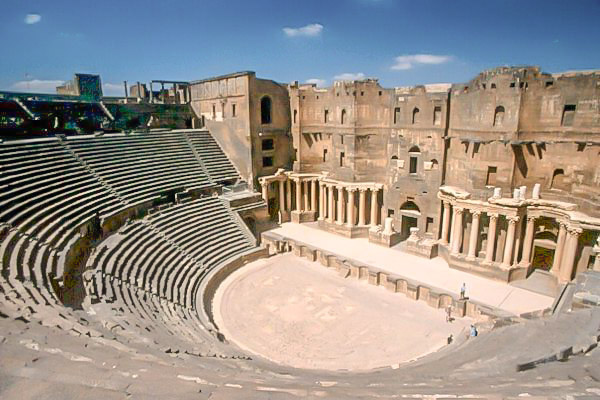
Римский театр в Босре
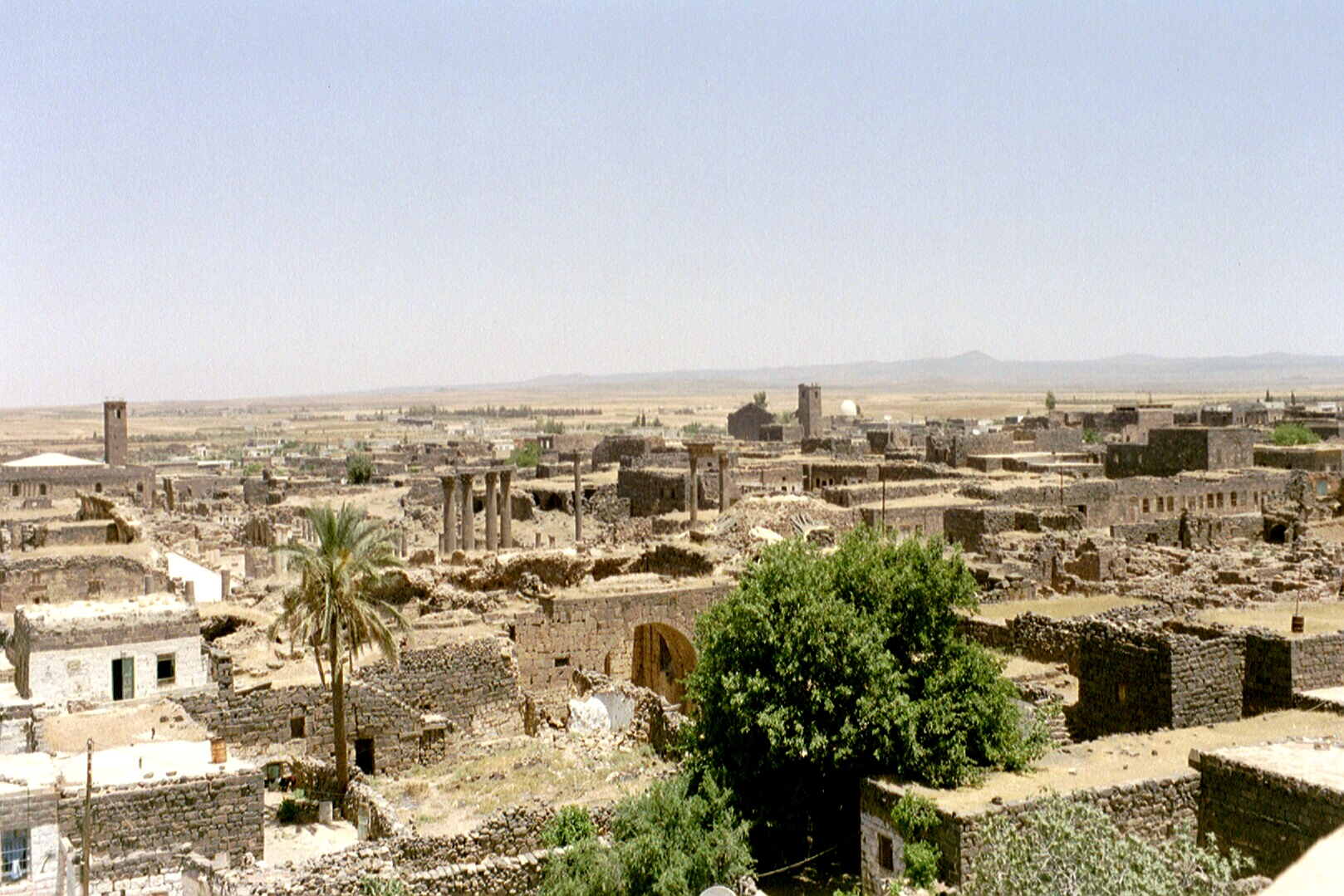
Босра с крыши цитадели, июнь 2001 года.
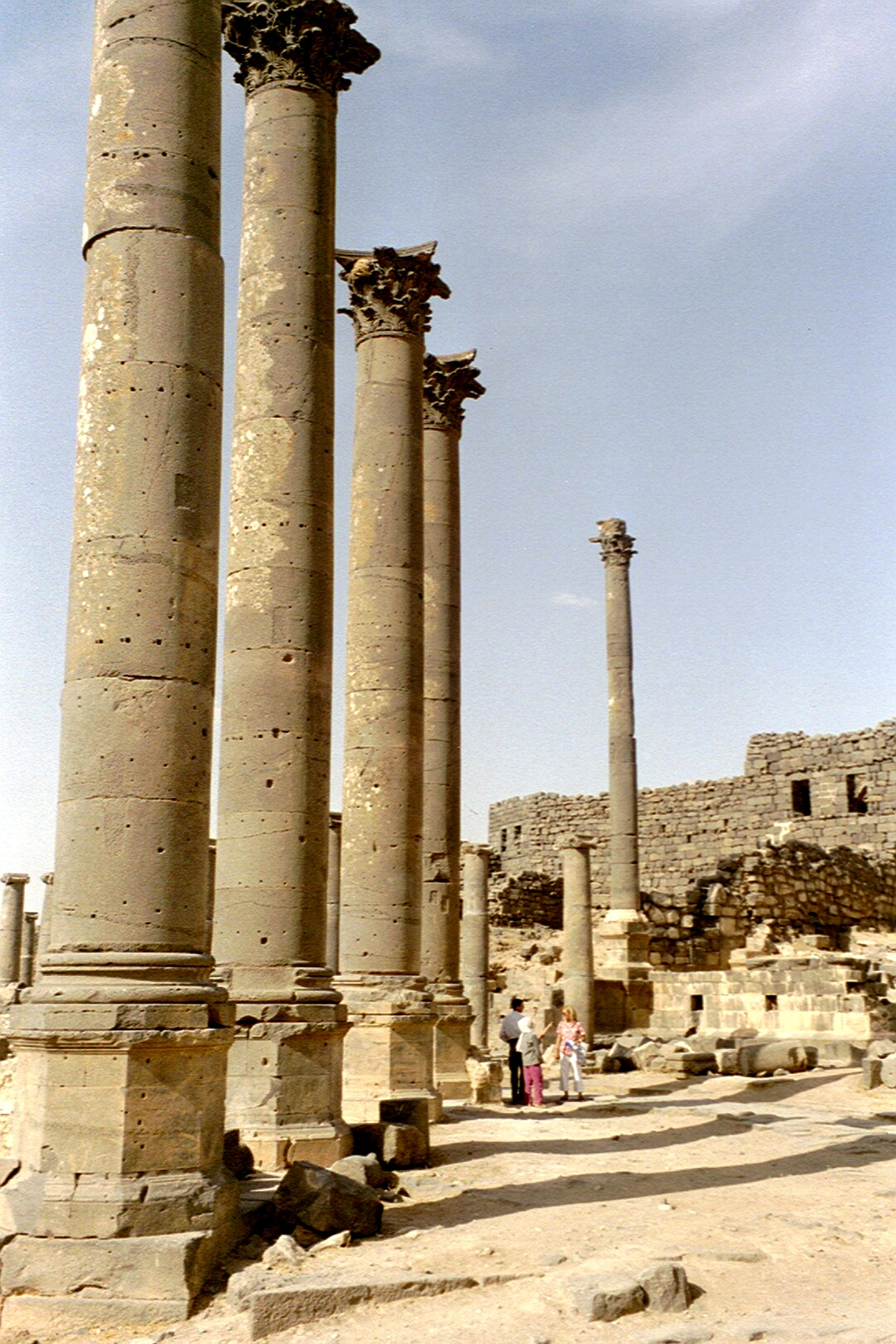
Руины Босры, июнь 2001 года
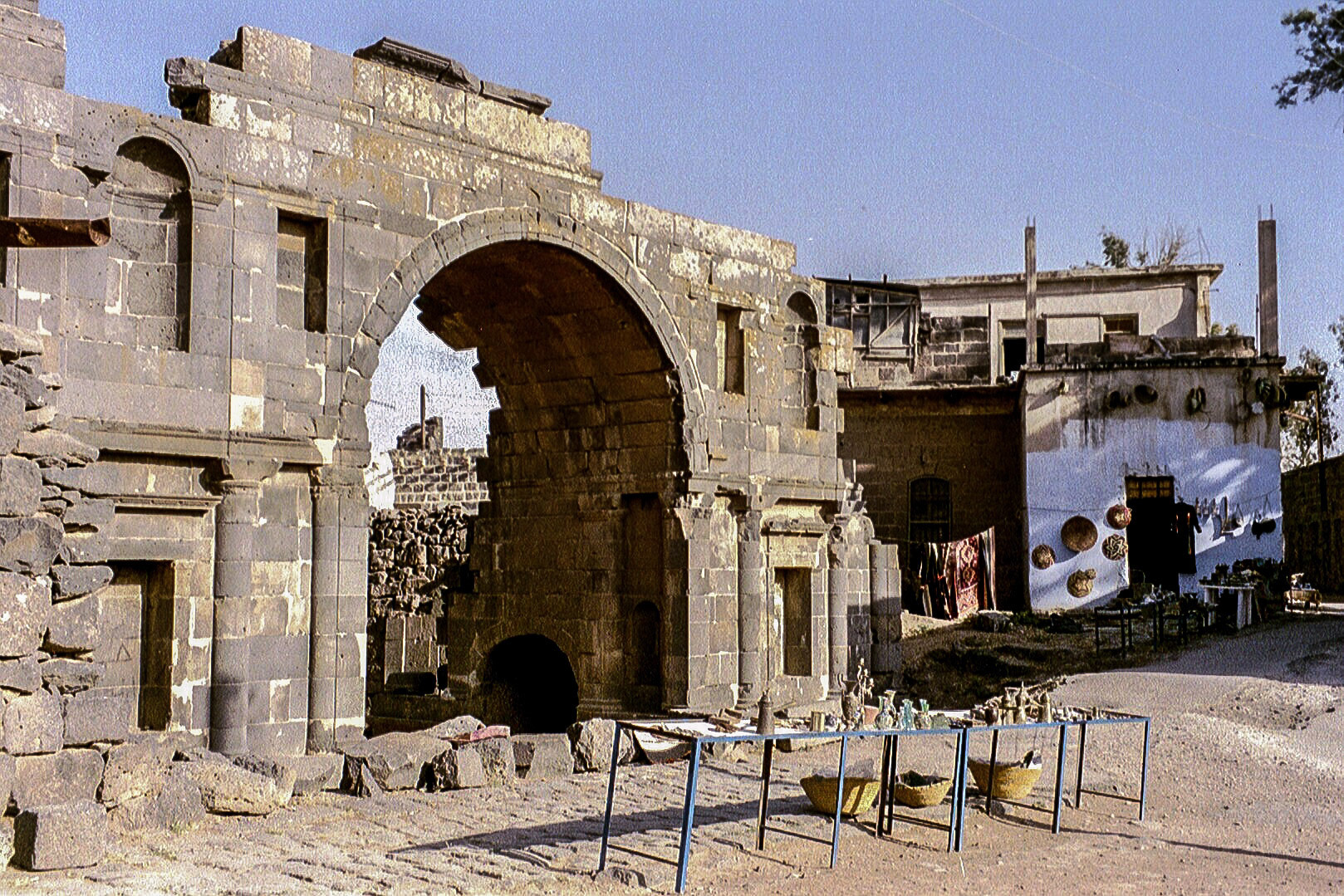
Набатейская арка, июнь 2001 года
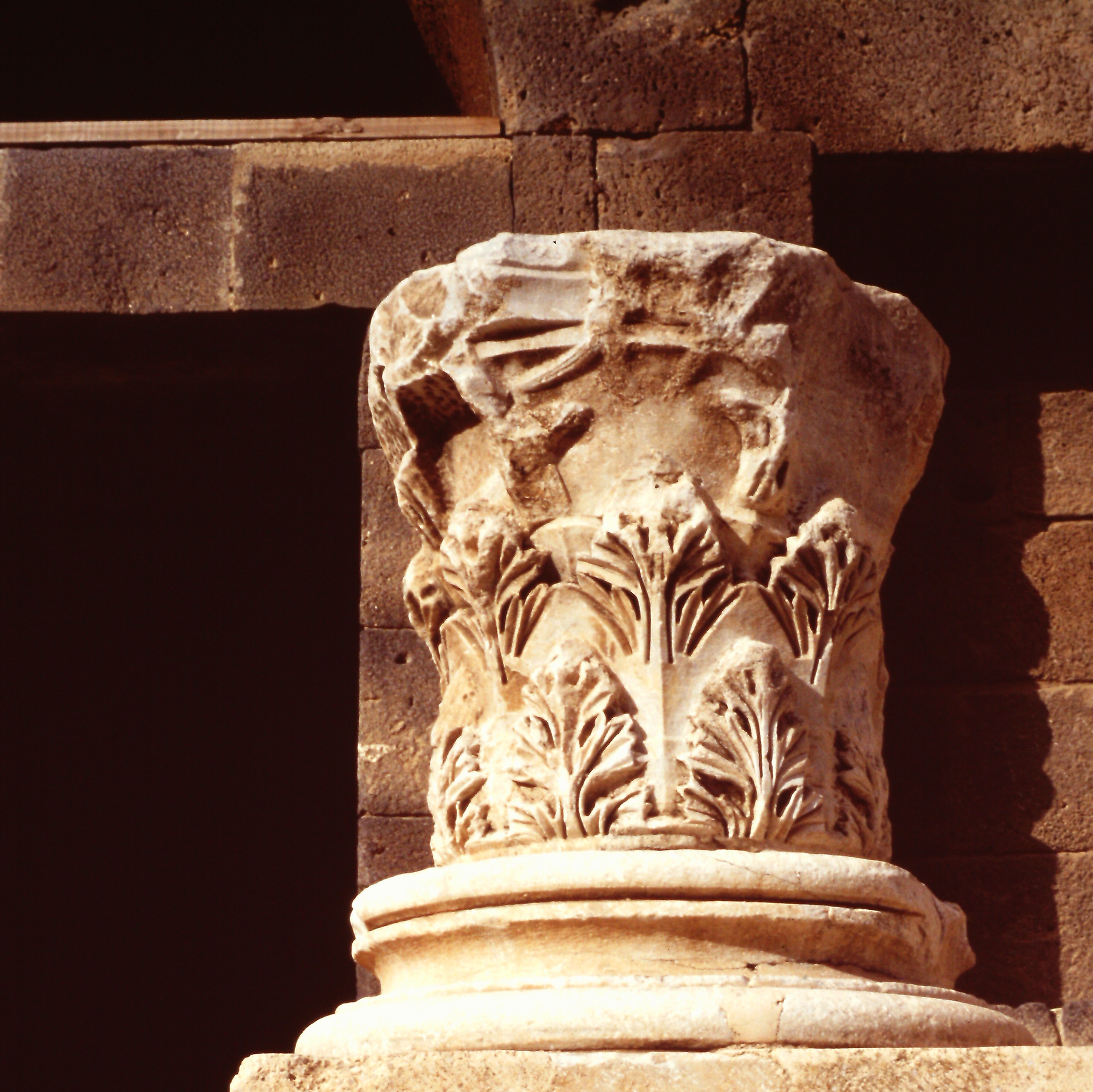
Театр, сцена, коринфская капитель первого порядка
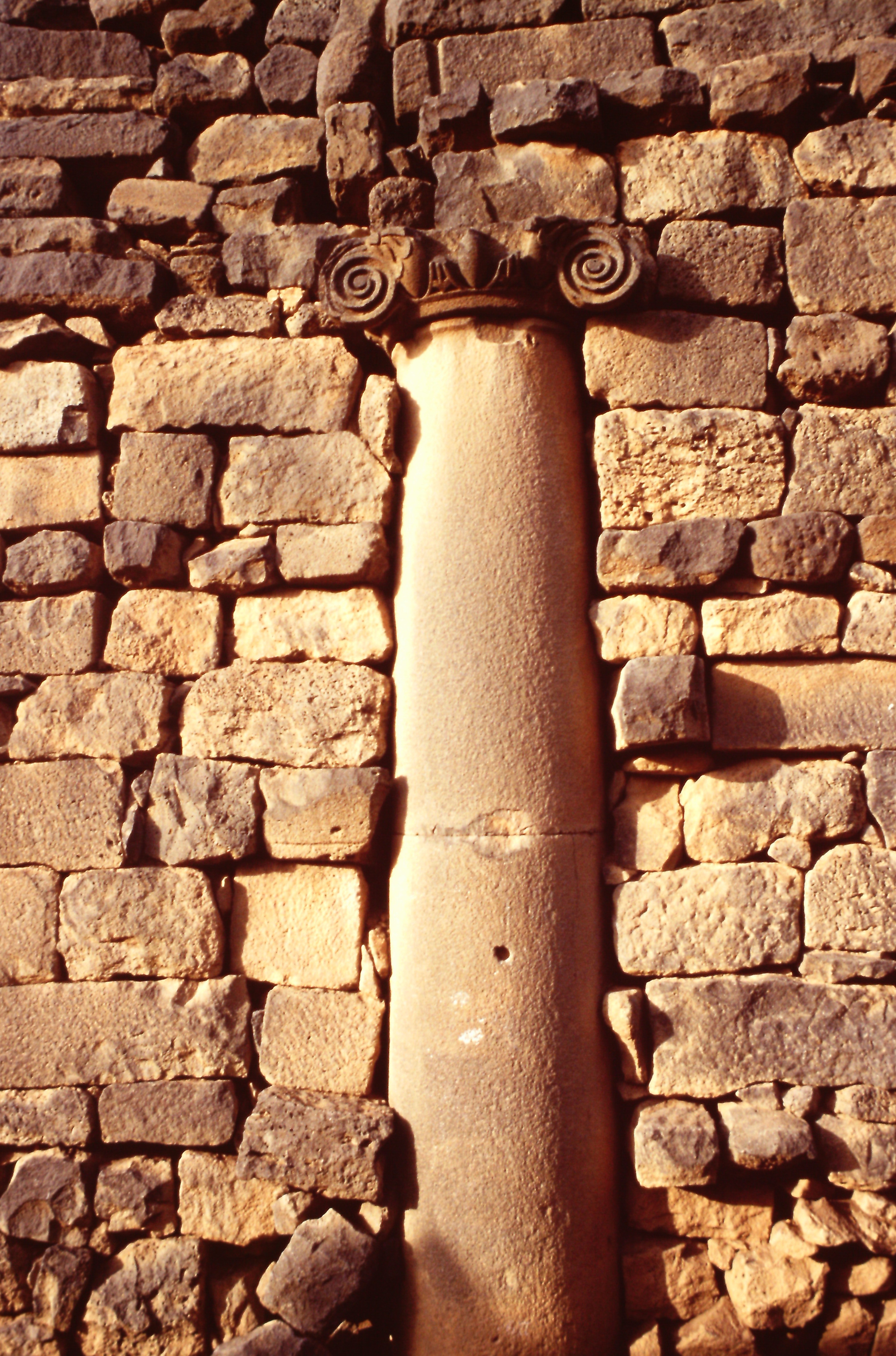
Колонна с ионической капителью
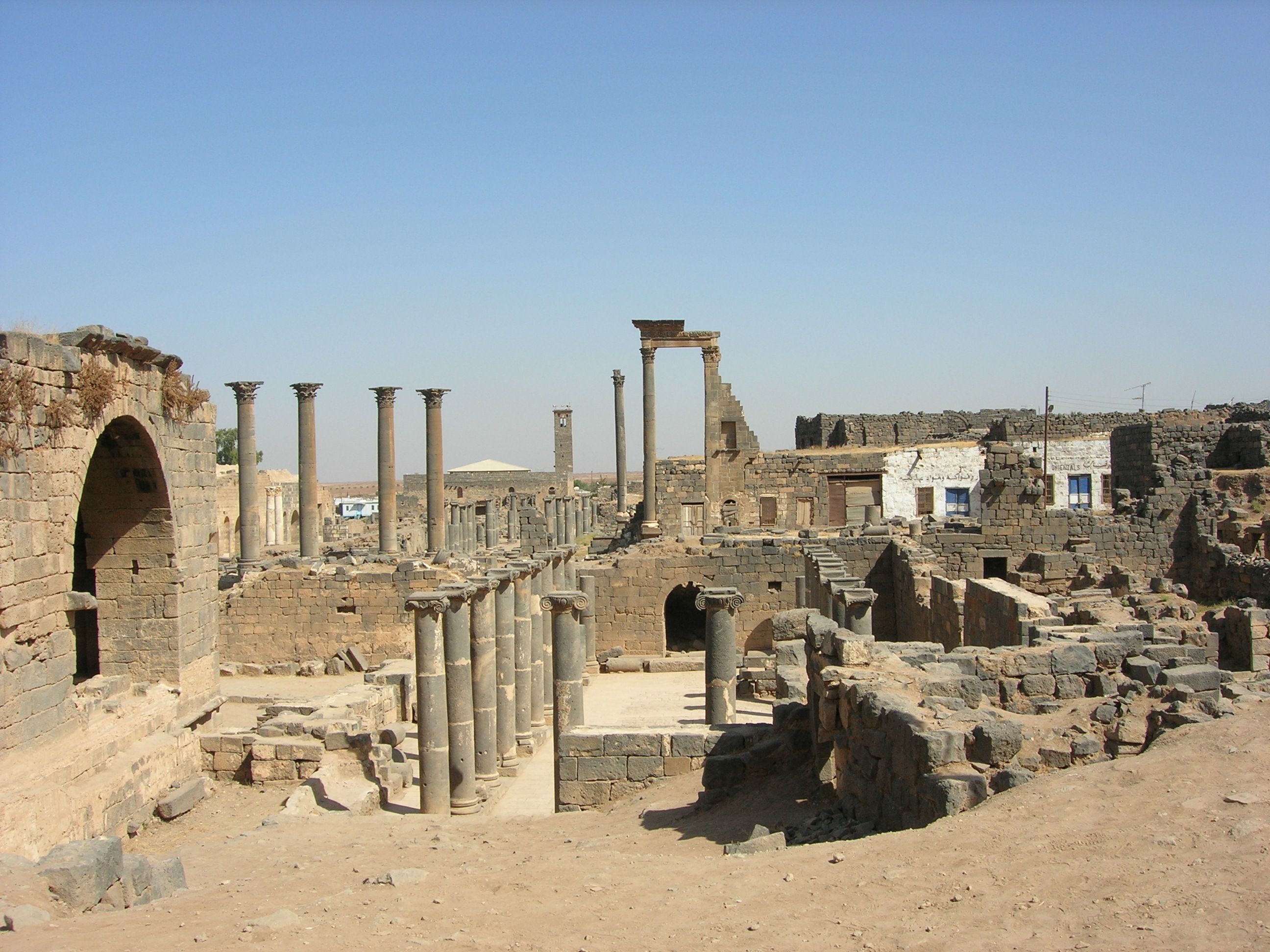
Древняя деревня, обнаруженная в песках